# Соціальна настанова
Соціальна установка - це психологічна установка індивіда, спрямована на соціальні об'єкти.
Поняття «установки» було введено вперше в експериментальній психології (Л. Ланге, 1888) при вивченні особливостей сприйняття, та розумілося як цілісна модифікація стану суб'єкта, що керує його реакціями й взаємодією (Г. Ол-Порт, Ф. Хайдер, С. Аш, Л. Фестингер). Ефекти «установки» безпосередньо виявляються в узгодженні виникаючих конфліктних змістів.
У теорії Узнадзе «установка» - центральний пояснювальний принцип, опосередковуючий процеси ідентифікації, номінації, логічного мислення. Вона означає представленість єдиного феномену в сфері когнітивного, афективного й поведінкового. У соціології поняття СУ (attitude) використовується вперше У. Томасом і Знанецьким для позначення орієнтацій індивіда як члена групи щодо цінностей групи. «Визначення ситуації» індивідом за допомогою СУ і цінностей групи дає уявлення про ступінь адаптації індивіда. Таким чином, attitude на відміну від «установки» у вихідному психологічному змісті фіксує в більшій мірі ціннісне (нормативне) відношення до соціального об'єкта, вказує й на факт переживання, і на факт розділення (комунікативості). Основний метод виміру СУ - шкалювання (Р. Лікерт, Л. Терстоун, Л. Гутман, Э. Богар-Дус), розповсюджене в дослідженнях масових інформаційних процесів. Сукупності установок зображуються у вигляді ієрархії диспозицій (лат. dispositio - розташування): елементарна фіксована установка (ситуаційна, set), соціальна фіксована установка (узагальнена, attitude), загальна домінуюча спрямованість особистості. Диспозиційна концепція встановлює зв'язки між соціологічними, соціально-психологічними й загально-психологічними підходами.

## Рекомендовані статті
Социальная установка. П.Н. Шихирев (Шихирев П.Н. Современная социальная психология США. М: Наука, 1979. С. 86-103.) http://psylist.net/hrestomati/00031.htm